# 黄龙玉
黄龙玉是一种产自中国云南省保山龙陵县的玉石。黄龙玉最初是被称做“云南黄蜡石”的观赏石。因其具有和田玉之温润、田黄之色泽、翡翠之硬度。由于其产在龙陵，又以黄色为主色，故取名为“黄龙玉”，是中国的一种新玉种。
黄龙玉主要成分是二氧化硅，為石英质玉石，按产出地不同可分为山料、山流水和仔料。